# Kitikmeot

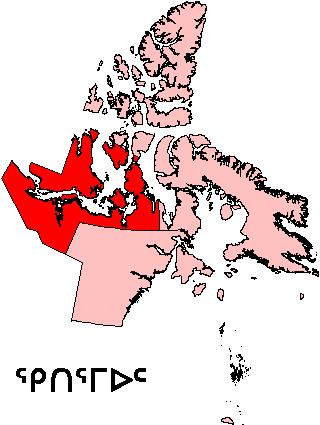
La regió de Kitikmeot dins el territori de Nunavut.

Kitikmeot (en inuktitut, Qitirmiut ᕿᑎᕐᒥᐅᑦ) és una de les tres regions en què es divideix a efectes censals el territori de Nunavut al Canadà.
La regió de Kitikmeot, amb els seus 446.727,7 km2, comparables a tot l'Estat Espanyol, és la segona en mida i la tercera en població de les regions de Nunavut. Només alberga uns 5.361 habitants, segons el cens de 2006.
La capital se situa a Cambridge Bay.

## Comunitats
Els seus habitants, un 88% inuits, es distribueixen en diverses comunitats, algunes d'elles organitzades en llogarrets i d'altres que ni a això arriben. Són:
- Llogarrets:
  - Cambridge Bay
  - Gjoa Haven
  - Kugaaruk
  - Kugluktuk
  - Taloyoak
- Altres:
  - Bathurst Inlet
  - Umingmaktuuq
- Kitikmeot desorganitzat (la resta del territori, 445.785,4 km2 pràcticament deshabitats).